# جوشوا سميث (سياسي)
جوشوا سميث (بالإنجليزية: Joshua Smith)‏ هو سياسي أمريكي، ولد في 27 يوليو 1763، وتوفي في 12 أبريل 1845. انتخب عضو جمعية ولاية نيويورك وانتخب عضو مجلس ولاية نيويورك.